# Vigolzone
Vigolzone é uma comuna italiana da região da Emília-Romanha, província de Piacenza, com cerca de 3.571 habitantes. Estende-se por uma área de 42 km², tendo uma densidade populacional de 85 hab/km². Faz fronteira com Bettola, Podenzano, Ponte dell'Olio, Rivergaro, San Giorgio Piacentino, Travo.

## Demografia
| Variação demográfica do município entre 1861 e 2011                               |
|                                                                                   |
| Fonte: Istituto Nazionale di Statistica (ISTAT) - Elaboração gráfica da Wikipedia |